# 亞赫德雷縣
亚赫德雷县是越南崑嵩省下辖的一个县。

## 地理
亚赫德雷县北接沙泰县，东接嘉莱省亚格来县和诸巴县，南接嘉莱省亚格来县，西接柬埔寨。

## 历史
2015年3月11日，沙泰县以亚用社、亚都社、亚思社3社析置亚赫德雷县。

## 行政区划
亚赫德雷县下辖3社，县莅亚思社。
- 亚用社（Xã Ia Dom）
- 亚都社（Xã Ia Đal）
- 亚思社（Xã Ia Tơi）